# Squawk (álbum)
Squawk es el segundo álbum de estudio de la banda galesa de rock pesado Budgie. Fue lanzado en septiembre de 1972, y fue certificado disco de oro a inicios de 1973.

## Listado de canciones

### Lado A
| N.º   | Título                     | Escritor(es)                             | Duración |  |
| 1.    | «Whisky River»             | Burke Shelley, Tony Bourge, Ray Phillips | 3:15     |  |
| 2.    | «Rocking Man»              | Burke Shelley, Tony Bourge, Ray Phillips | 5:19     |  |
| 3.    | «Rolling Home Again»       | Burke Shelley, Tony Bourge, Ray Phillips | 1:38     |  |
| 4.    | «Make Me Happy»            | Burke Shelley, Tony Bourge, Ray Phillips | 2:32     |  |
| 5.    | «Hot As A Docker's Armpit» | Burke Shelley, Tony Bourge, Ray Phillips | 5:42     |  |
| 18:26 |                            |                                          |          |  |

### Lado B
| N.º   | Título             | Escritor(es)                             | Duración |  |
| 6.    | «Drugstore Woman»  | Burke Shelley, Tony Bourge, Ray Phillips | 3:12     |  |
| 7.    | «Bottled»          | Burke Shelley, Tony Bourge, Ray Phillips | 1:43     |  |
| 8.    | «Young Is A World» | Burke Shelley, Tony Bourge, Ray Phillips | 7:56     |  |
| 9.    | «Stranded»         | Burke Shelley, Tony Bourge, Ray Phillips | 6:10     |  |
| 19:01 |                    |                                          |          |  |

## Personal
- Burke Shelley - Bajo, voz.
- Tony Bourge - Guitarras.
- Ray Phillips - Batería, percusión.

## Otros créditos
- Rodger Bain - Productor.

Arte y diseño
- Roger Dean - Diseño y dibujo.
- Richard Sacks - Fotografía.